# Сподній Старий Град
Сподній Старий Град (словен. Spodnji Stari Grad) — поселення в общині Кршко, Споднєпосавський регіон, Словенія. Висота над рівнем моря: 153,4 м.